# Germanie première
297 – vers 470
Entités précédentes :
- Germanie supérieure

Entités suivantes :
- Alémanie
- Royaume des Francs

La Germanie première ou Germanie Ire (en latin : Germania prima) est une province de l’Empire romain instituée en 297 par la réforme de l’empereur Dioclétien qui divise la province de Germanie supérieure. La subdivision territoriale s’étend autour du Rhin supérieur jusqu’à la plaine d’Alsace. Marquée par les raids des Alamans et des Francs rhénans durant les grandes migrations, la province s’efface au profit du royaume des Francs et de l’Alémanie durant les IVe et Ve.
La capitale de la province est Argentoratum, aujourd'hui Strasbourg.